# Tandilia rodea
Tandilia rodea är en fjärilsart som beskrevs av William Schaus 1898. Tandilia rodea ingår i släktet Tandilia och familjen nattflyn. Inga underarter finns listade i Catalogue of Life.